# 무라이 사다카쓰
무라이 사다카쓰(일본어: 村井 貞勝, 생년 미상 ~ 1582년)는 센고쿠 시대부터 아즈치모모야마 시대까지의 무장이다. 오다씨의 가신.

## 같이 보기
- 혼노지의 변
- 다몬 산성